# Тайная вечеря (фреска Росселли)
«Тайная вечеря» (итал. Ultima Cena) — фреска работы Козимо Росселли и Бьяджо д'Антонио, написанная в период 1480—1482 гг. Расположена в Сикстинской капелле, Ватикан.

## История
27 октября 1480 года Росселли, вместе с другими флорентийскими художниками, в том числе Доменико Гирландайо и Сандро Боттичелли, приехал в Рим, куда они были приглашены для участия в проекте по примирению между Лоренцо де Медичи, фактическим правителем Флорентийской республики и папой Сикстом IV. Весной 1481 года флорентийцы приступили к работе в Сикстинской капелле, вместе с Пьетро Перуджино, который начал работу ранее.
Темой росписи стала параллель между историями Моисея и Иисуса Христа, как символ преемственности между Ветхим и Новым заветом, а также преемственности между законом, данным Моисею и посланием Иисуса, который, в свою очередь, избрал Святого Петра (первого епископа Рима) своим преемником: это должно было послужить провозглашению законности наследников Святого Петра — римских пап.
Из-за большого объёма работ художники привезли множество помощников. Росселли взял с собой своего ученика Пьеро ди Козимо. По мнению историка искусств Дж. Вазари, Росселли считался менее одарённым, чем его коллеги, и его работы становились объектом их иронии. Однако, его работа с цветом была высоко оценена папой, который, очевидно, не был экспертом в живописи.

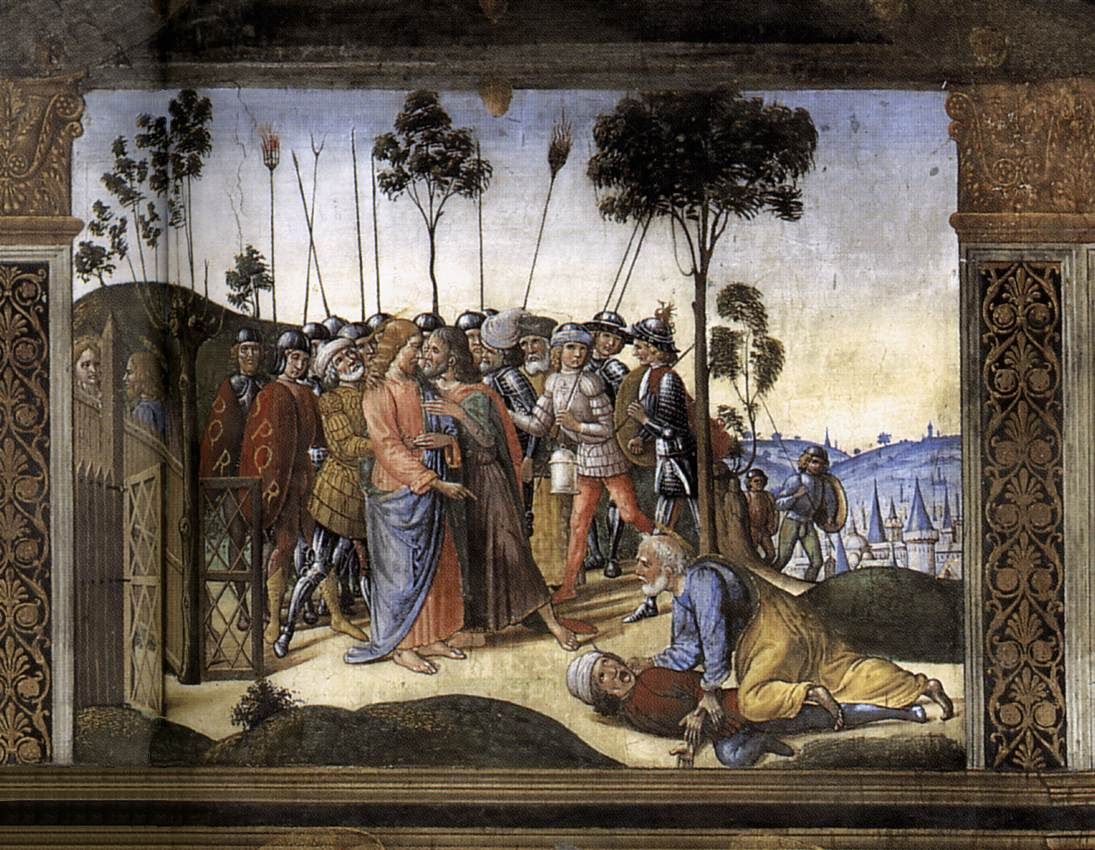
Арест Иисуса Христа

## Описание
Фреска является частью Истории Иисуса и на ней, как и на других фресках капеллы, изображено сразу несколько эпизодов из Евангелия. На фризе, увенчивающем фреску, есть надпись — REPLICATIO · LEGIS · EVANGELICAE · A · CHRISTO. Вечеря происходит в полукруглой апсиде, за подковообразным столом, Иисус в центре, по бокам апостолы, Иуда, как обычно, изображён отделённым от группы, спиной к зрителю. Дерущиеся рядом собака и кошка призваны подчеркнуть негативную коннотацию его образа. На фреске запечатлён момент, когда Иисус объявил о том, что один из учеников предаст его. Окружающие прижимают руки к груди или перешёптываются друг с другом.

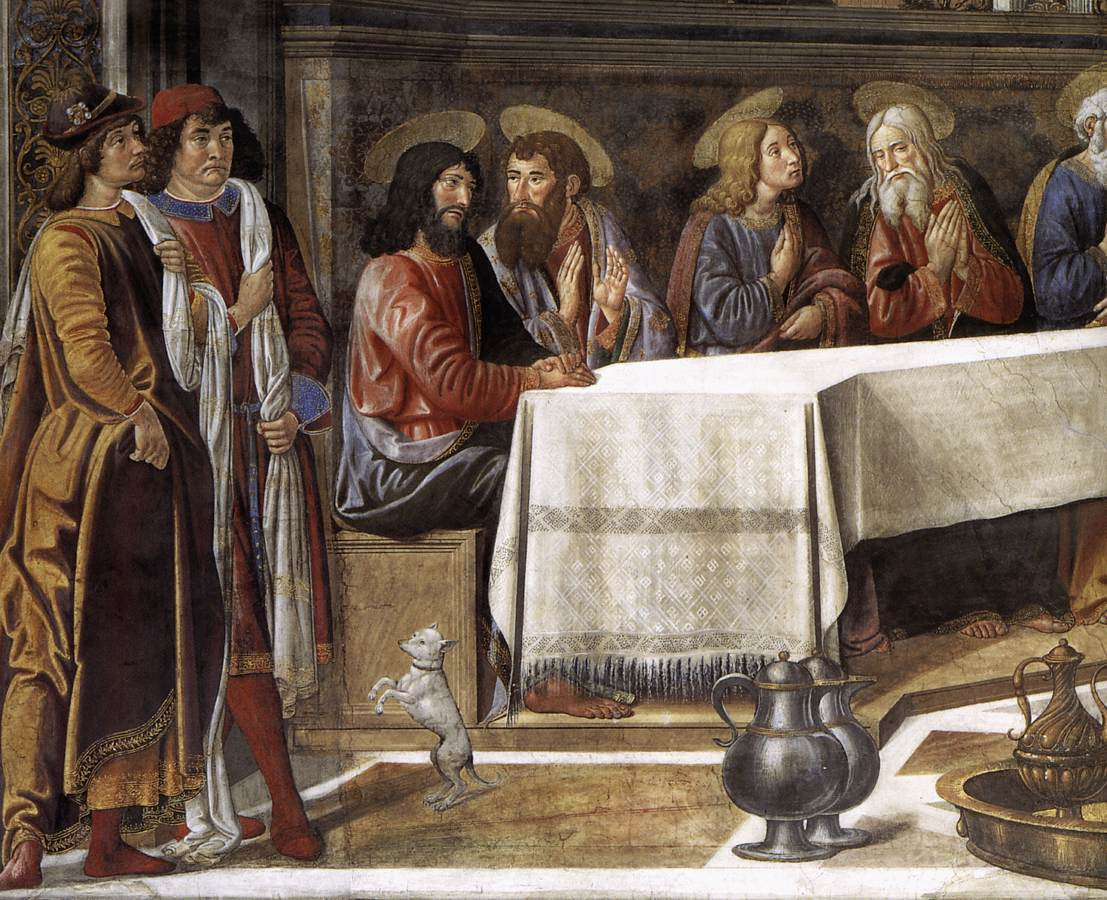
Деталь фрески — автопортрет художников у левого края

Стол пуст, за исключением чаши перед Иисусом; несколько предметов посуды расположено на полу на переднем плане; элемент-натюрморт, вдохновлённый фламандской живописью, широко распространённый в работах флорентийцев того времени. По бокам фрески изображены две пары фигур в богатых одеждах, фигуры слева — сами авторы Козимо Росселли и Бьяджо д’Антонио.
В трёх окнах за спинами собравшихся изображены ещё три сцены из Страстей Христовых: Гефсиманское моление о чаше, Арест Иисуса Христа и Распятие. Эти три сцены принадлежат кисти Бьяджо д’Антонио, подобный приём «картина-в-картине» позднее применил Перуджино в своей фреске «Тайная вечеря»